# Lo Corneral de Mateu
Lo Corneral de Mateu és un paratge del terme municipal de Conca de Dalt, a l'antic terme de Toralla i Serradell, al Pallars Jussà, en territori del poble de Rivert.
Està situat al sud de Rivert, a migdia i a llevant de la partida de Tresdós. Es troba a la dreta i a prop del barranc de Rivert, al nord de l'Argilosa.